# Осфронем
Осфронем (Osphronemus) — рід велетенських або справжніх гурамі з родини осфронемових (Osphronemidae), у складі якої утворює окрему монотипну підродину власне осфронемових (Osphroneminae).
За систематикою лабіринтових риб підродини осфронемових та белонтієвих (Belontiinae) є сестринськими таксонами і разом вони утворюють сестринську кладу по відношенню до двох інших підродин: макроподових (Macropodusinae) і луціоцефалових (Luciocephalinae).

## Склад роду і поширення видів
Рід включає 4 прісноводні види, батьківщиною яких є Південно-Східна Азія:
- Osphronemus exodon  Roberts, 1994 — слоновухий гурамі; максимальна стандартна довжина 60 см; басейн річки Меконг (Лаос, Камбоджа).
- Osphronemus goramy  Lacepède, 1801 — велетенський гурамі; максимальна стандартна довжина 70 см; Таїланд, Малайзія, Суматра, Ява, Калімантан, поширений також в Індії, Шрі-Ланці, на Мадагаскарі, Маврикії, в Австралії та інших країнах,
- Osphronemus laticlavius  Roberts, 1992 — червоноплавцевий гурамі; максимальна стандартна довжина 50 см; Сабах (Малайзія).
- Osphronemus septemfasciatus  Roberts, 1992 — семисмугий гурамі; максимальна стандартна довжина 50 см; Західний і Східний Калімантан (Індонезія), Саравак (Малайзія).

Лише O. goramy широко розповсюджений по всій Південно-Східній Азії, включаючи Індокитай, Півострівну Малайзію, Суматру та Яву. Крім того, він був інтродукований в багатьох тропічних країнах, його присутність у Таїланді або на острові Калімантан може бути пов'язана саме з діяльністю людини задля поширення цих риб. Решта три види мають локальне поширення.
Osphronemus exodon був класифікований як «Уразливий» у Червоному списку МСОП.

## Опис
На відміну від решти лабіринтових, осфронеми — це великі риби, довжина яких може сягати 60-70 см. Вони мають доволі міцне, овальної форми тіло, помірно високе і стиснуте з боків.
Очі помірні за розміром, розташовані в передній половині голови. Рот маленький, може трохи висуватися вперед, губи тонкі. Щелепи вкриті зубами. Зубчики присутні на зябрових кришках.
Спинний плавець починається далеко за грудними плавцями, в основі він коротший за анальний плавець. Перші промені черевних плавців сильно подовжені, виконують роль органів дотику, їх кінці сягають хвостового плавця.
Луски великі, ктеноїдна. Бічна лінія повна і безперервна.
Забарвлення і форма молодих риб відрізняються від дорослих екземплярів. Зокрема молодь усіх видів має чіткі вертикальні смужки на тілі, які з віком поступово щезають.

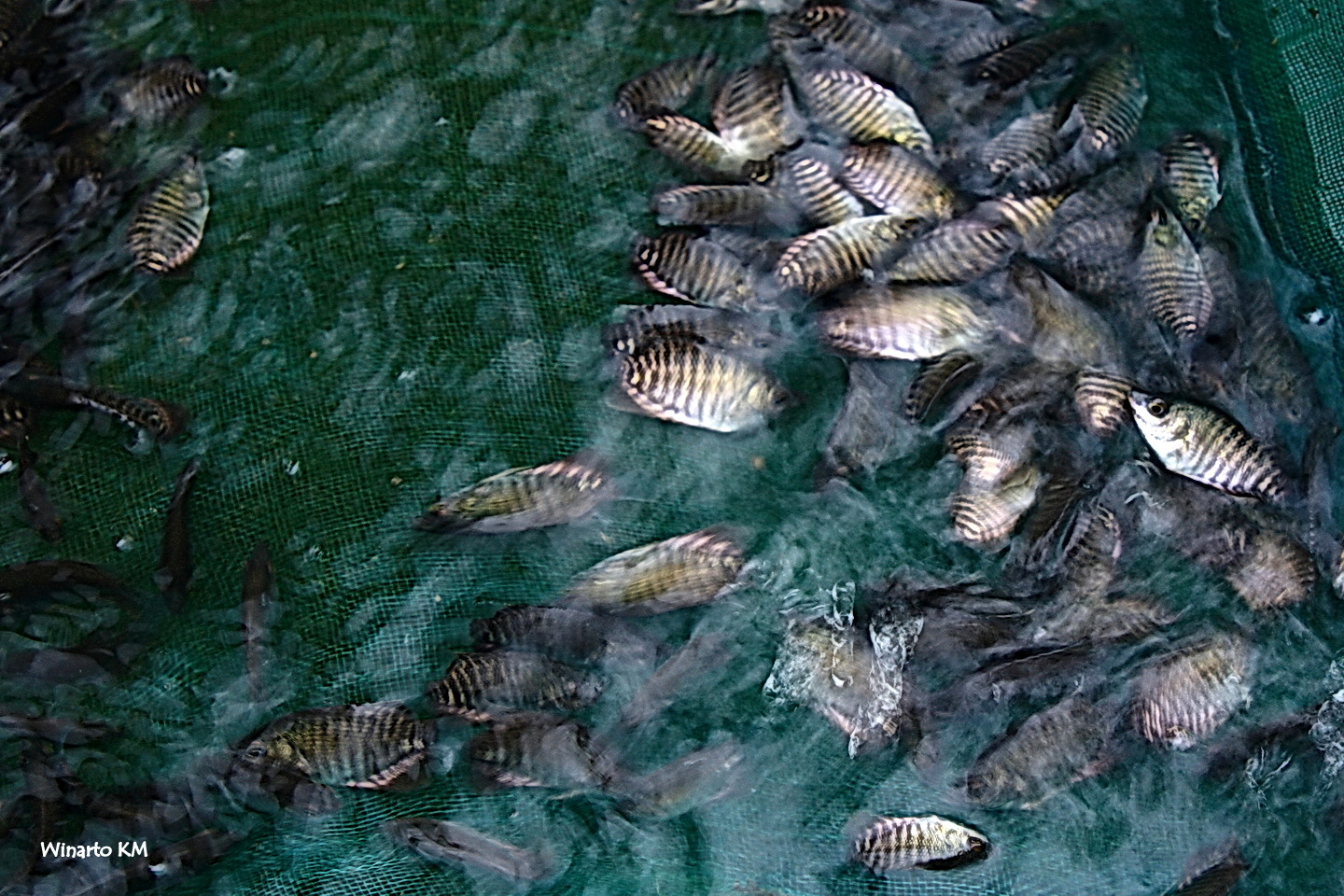
Молодь велетенського гурамі: чітко видно смугастий малюнок на тілі.

Відмінності між видами роду Osphronemus:
|                                                 | O. exodon  | O. goramy   | O. laticlavius        | O. septemfasciatus |
| Забарвлення молодих риб:                        |            |             |                       |                    |
| - вертикальні смуги                             | 6-7 повних | 8-10 повних | 3-5 неповних          | 6-7 повних         |
| - оранжево-червона смужка                       | присутня   | відсутня    | відсутня              | відсутня           |
| Доросле забарвлення:                            |            |             |                       |                    |
| - різне забарвлення самців і самок              | немає      | немає       | виразне               | немає              |
| - вертикальні смуги (з підліткового віку)       | втрачені   | втрачені    | втрачені              | зберігаються       |
| - пляма над анальним плавцем                    | втрачена   | втрачена    | зберігається у самців | втрачена           |
| Меристичні показники:                           |            |             |                       |                    |
| - кількість твердих променів у спинному плавці  | 14-16      | 11-14       | 13-14                 | 14-16              |
| - кількість м'яких променів у спинному плавці   | 10-11      | 12-14       | 10                    | 11-12              |
| - кількість твердих променів в анальному плавці | 11-13      | 10-11       | 11-12                 | 10-12              |
| - кількість твердих променів в анальному плавці | 17-19      | 20-23       | 16-18                 | 18-20              |
| - кількість м'яких променів у грудних плавцях   | 13-14      | 14-16       | 14-15                 | 15-16              |
| - кількість зябрових тичинок                    | 9          | 11-13       | 8-9                   | 11-13              |
| Інше:                                           |            |             |                       |                    |
| - зовнішні зуби                                 | присутні   | відсутні    | відсутні              | відсутні           |
| - збільшений анальний плавець                   | ні         | так         | ні                    | ні                 |

Представники роду мають надзябровий лабіринтовий орган, що є додатковим органом дихання. Він дозволяє рибам використовувати для дихання атмосферне повітря й виживати у водах з низьким вмістом кисню. Лабіринтовий орган в осфронемів має більш складну структуру, ніж у більшості лабіринтових риб.

## Історія формування складу роду
Перший опис роду Osphronemus зробив Бернар Ласепед 1801 року у своїй Histoire naturelle des poissions («Історія природи риб»). Проте велетенський гурамі був уже відомий на той час. Філібер Коммерсон у 1770 році назвав його Osphromenus olfax, але ця назва не закріпилася як наукова. Цікаво, що перша видова назва з'явилася через помилкову гіпотезу Коммерсон, що лабіринтовий орган є органом нюху, на що вказує латинський термін olfax.
Без будь-якої аргументації Ласепед змінив назву Osphromenus olfax на Osphronemus goramy, хоча в примітках стверджував, що один і той самий вид. Також він переставив місцями літери у родовій назві. Достеменно невідомо, чи було це випадковою помилкою, чи було зроблено свідомо. Ласепед помістив до роду Osphronemus два види: Osphronemus goramy та Osphronemus gallus. Другий із них насправді є морським видом риб з родини губаневих (Labridae), який у цьому ж джерелі Ласепед ще згадує під назвами Scarus gallus (Forsskål, 1775) і Thalassoma lunare (Linnaeus, 1758).
Майже 200 років, аж до кінця XX століття вважалося, що велетенські гурамі представлені лише одним видом. Але у 1992 році Тайсон Робертс описав два нових види з острова Калімантан: Osphronemus septemfasciatus і Osphronemus laticlavius. Ці нові види відрізняються від O. goramy за забарвленням, формою голови та тіла, розмірами спинного та анального плавців. 1994 року той же Робертс додав до них ще один вид Osphronemus exodon з басейну річки Меконг. Ці риби найбільше відрізняються від своїх родичів своїми химерними зубатими щелепами, що виступають з рота назовні.
Місцеві рибалки в басейні річки Кановіт (малай. Batang Kanowit, Саравак, Малайзія) засвідчили, що в її водах водяться 3 види велетенських гурамі, які розрізняються за розмірами. Найбільший із них був ідентифікований як O. laticlavius. Для визначення видової належності інших двох потрібні подальші дослідження.

## Біологія
Осфронеми є всеїдними рибами, харчуються дрібною рибою, ракоподібними, комахами, але основу їх раціону становить рослинна їжа.

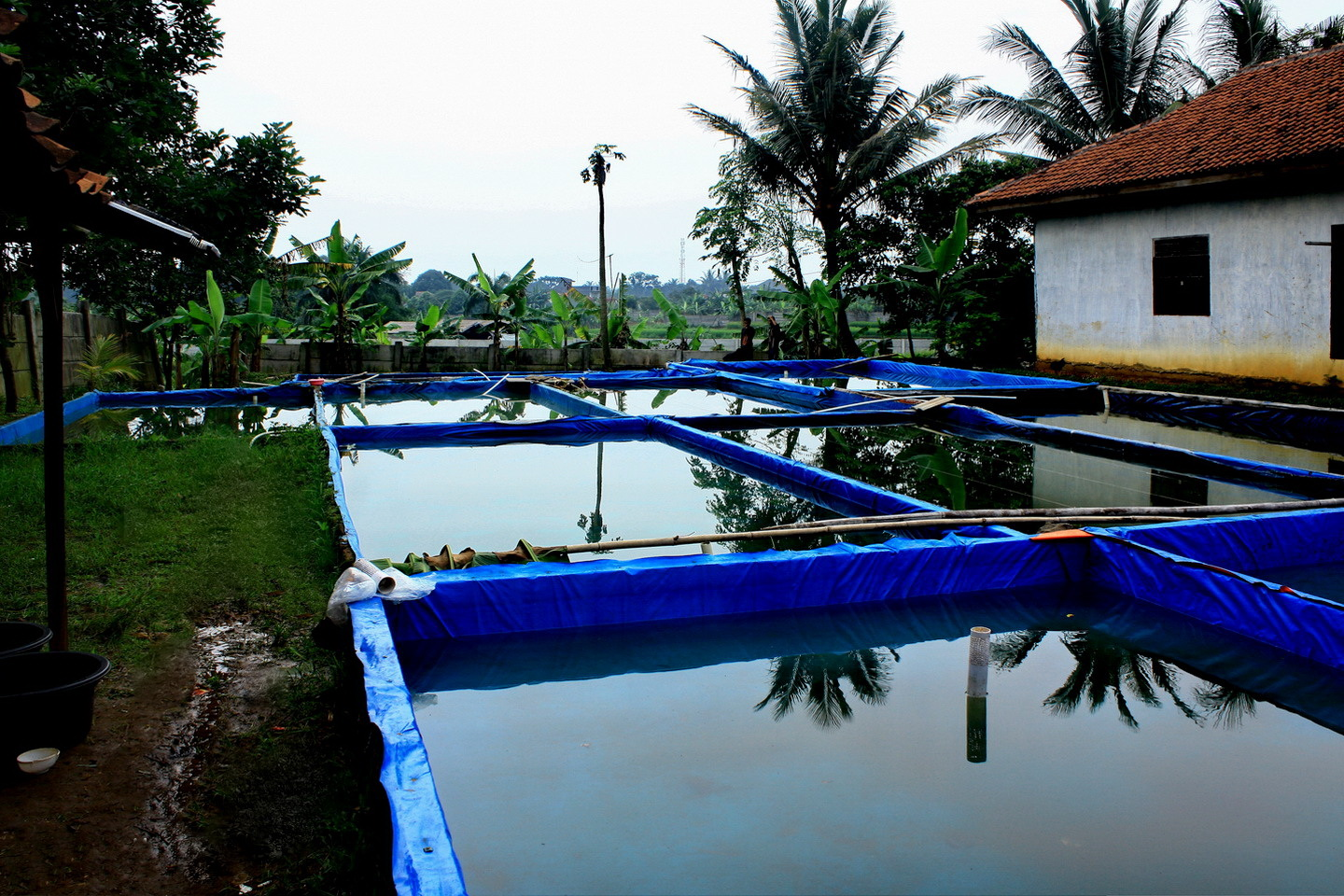
Невеличке рибне господарство в Індонезії з вирощування велетенського гурамі.

Про репродуктивну біологію цих риб відомо дуже мало. Є лише куці повідомлення на цю тему, що базуються на дослідженні популяцій, інтродукованих в Індії та на Філіппінах, а також спробах розведення велетенських гурамі в умовах акваріума. Риби будують невеличке кулясте гніздо з рослинних волокон з малою кількістю або й взагалі без піни. Воно споруджується десь на 15-25 см нижче поверхні води. Пара відкладає до гнізда понад 1000 ікринок. Після нересту самець охороняє гніздо, якщо ікра або личинки випадають із гнізда, він ловить їх ротом і повертає у гніздо. Мальки, що виводяться, харчуються мікроорганізмами, які множаться серед рослинних волокон гнізда.

## Значення для людини
У районах свого поширення всі види велетенських гурамі є популярною й бажаною їстівною рибою. Крім того, O. goramy розводять у ставках та на фермах в Індонезії, Малайзії, В'єтнамі, Камбоджі та інших країнах.
O. goramy та O. laticlavius тримають в акваріумах, особливий попит має другий вид, який має привабливе забарвлення.
Велетенські гурамі — великі риби, тому для звичайних кімнатних акваріумів підходять лише юні екземпляри. У неволі їх зазвичай тримають у великих оглядових акваріумах. Риби невибагливі й прості в утриманні. Головні проблеми полягають у забезпеченні їх потрібним простором і достатком корму.